# Salomon ben Aaron Troki
Salomon ben Aaron Troki est un Sage karaïte (un mouvement juif scripturaliste, opposé au judaïsme rabbinique traditionnel) des XVIIe et XVIIIe siècles
Né dans une famille illustre parmi les Karaïtes qui tire son nom de la ville de Trakai, en Lituanie, Salomon est également apparenté au Sage karaïte Mordecai ben Nissim, auteur du Dod Mordekai, qu'il surpasse tant en connaissance de la littérature rabbinique qu'en celle des sciences profanes, dont il fait usage dans ses écrits.
Salomon Troki est l'auteur de :
- Migdal 'Oz, une œuvre polémique contre le christianisme, en sept chapitres,
- Rak we-Ṭob, une œuvre polémique contre le judaïsme rabbinique, sous forme de questions et réponses
- Leḥem Se'orim, une œuvre sur les différences entre Karaïtes et Rabbanites, en deux volumes de cinq chapitres chacun
- Appiryon, un code religieux en deux volumes portant le nom des deux prétendants à la royauté après la mort du roi Salomon
  - le volume Reḥaba'am ben Shelomoh expose les vues karaïtes des préceptes mosaïques
  - le volume Yarabe'am ben Nebaṭ réfute les dogmes chrétiens. L'auteur y montre une grande connaissance de la littérature rabbinique, énumérant les savants lituaniens de son temps et donnant une liste des œuvres karaïtes en possession de Joseph Delmedigo. L'un des chapitres est consacré à la pédagogie et aux coutumes religieuses des Karaïtes en Pologne.
- un autre ouvrage, également appelé Appiryon, où il répond aux questions d'un ministre du gouvernement de Suède sur les origines du karaïsme et sur ses points de divergence avec le judaïsme rabbinique. Divisée en 24 chapitres, il passe toutes les lois cérémoniales des Karaïtes en revue. Ce livre a été publié par Neubauer dans son Aus der Petersburger Bibliothek (p. 79, Leipzig, 1866).